# Condado de Mineral (Colorado)
El condado de Mineral (en inglés: Mineral County), fundado en 1893, es uno de los 64 condados del estado estadounidense de Colorado. En el año 2000 tenía una población de 831 habitantes con una densidad poblacional de 0 personas por km². La sede del condado es Creede.

## Geografía
Según la Oficina del Censo, el condado tiene un área total de 2273 km² (877,6 mi²), de la cual 2273 km² (877,6 mi²) es tierra y 5 km² (1,9 mi²) (0,23%) es agua.

### Condados adyacentes
- Condado de Saguache - noreste
- Condado de Río Grande - este
- Condado de Archuleta - sur
- Condado de Hinsdale - oeste

## Demografía
En el 2000 la renta per cápita promedia del condado era de $34 844, y el ingreso promedio para una familia era de $40 833. En 2000 los hombres tenían un ingreso per cápita de $28 750 versus $19 375 para las mujeres. El ingreso per cápita para el condado era de $24 475. Alrededor del 10,20% de la población estaba bajo el umbral de pobreza nacional.

## Ciudades y pueblos
- Creede
- Spar City
- Wagon Wheel Gap